# M8 Scott
El M8 Scott, cuya designación oficial era Obús autopropulsado M8 75 mm, fue un obús autopropulsado desarrollado en los Estados Unidos que se utilizó principalmente en la Segunda Guerra Mundial.

## Diseño y desarrollo

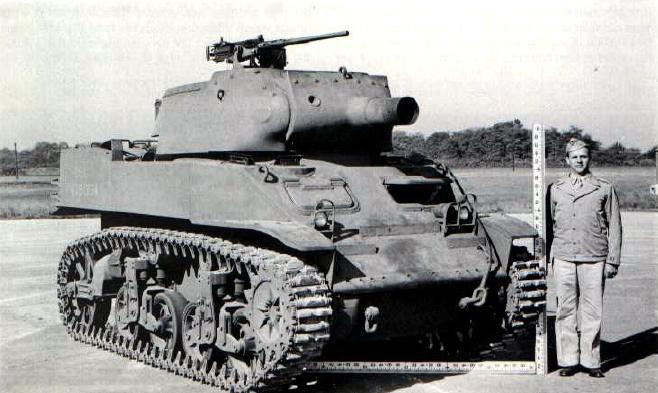
Comparación de un M8 con la estatura de una persona.

El primer diseño para un obús autopropulsado de apoyo cercano sobre un casco de M5 Stuart fue el T41, que tenía el obús montado en el glacis. Este no pasó de la etapa de maqueta de tamaño real, ya que la tripulación no estaría lo suficientemente protegida y se empezó a trabajar en el diseño del T47. Este último fue desarrollado sobre el casco del M5 Stuart. El prototipo fue designado Obús autopropulsado T17E1 75 mm, al cual se le había reemplazado la torreta estándar del M5 Stuart por una amplia torreta abierta.
Después de haberse producido una maqueta de tamaño real, se ordenó su producción con la designación Obús autopropulsado M8 75 mm. Al igual que el M5 Stuart, el M8 tenía una tripulación de cuatro hombres: comandante, artillero, conductor y conductor segundo/cargador. En combate, el comandante ocupaba su puesto junto al afuste de la ametralladora antiaérea y dirigía su tripulación, el artillero iba sentado a la derecha del obús, el conductor segundo/cargador iba sentado a la derecha de la sección frontal del casco y el conductor iba sentado a la izquierda.
A causa de la torreta más grande, se tuvieron que retirar del techo del casco las escotillas del conductor y del conductor segundo/cargador. Estas escotillas tenían una función doble en el M5 Stuart, ofreciendo acceso al interior a los tripulantes y permitiéndoles conducir el vehículo con las cabezas asomadas para una mejor visibilidad. En el M8 Scott, las escotillas del techo fueron reemplazadas por pequeñas planchas abisagradas en el glacis, que podían abrirse girándolas hacia arriba o bajándolas para cerrarlas. Se instalaron periscopios en el techo del casco para ofrecer visibilidad cuando las escotillas estaban cerradas. Como estas aberturas eran demasiado pequeñas para que los tripulantes puedan acceder a través de ellas, estos entraban al obús autopropulsado a través de la torreta abierta.
En noviembre de 1944, el Departamento de Armamento bautizó al M8 como General Scott, en honor al general estadounidense Winfield Scott. Su producción cesó en 1944, en favor del M4A3 armado con el obús M101, que tenía mejor blindaje, potencia de fuego y movilidad (aunque no era tan veloz como el M8 Scott).  

### Blindaje
Como el M8 Scott estaba basado en el M5 Stuart (versión mejorada del M3 Stuart), tenía un blindaje relativamente ligero. El blindaje de la mitad inferior del casco iba desde 25,4 mm hasta 28,6 mm en los lados, hasta 44 mm en la mitad inferior del glacis y 25,4 mm en la mitad inferior posterior. Los lados de la mitad inferior del casco eran verticales, mientras que la mitad inferior del glacis estaba inclinada a 18° y la mitad inferior posterior (que protegía el motor y el radiador) estaba inclinada a 17°. El espesor del piso del casco iba desde 13 mm al frente a 25,4 mm en la sección del motor. El glacis del M8 Scott estaba inclinado a 45° y tenía un espesor de 28,6 mm. Los lados de la mitad superior del casco, al igual que los de la mitad inferiorm eran verticales y tenían un espesor de 28,6 mm al frente, reduciéndose a 25,4 mm en la sección posterior. La plancha estaba inclinada a 50° en un breve tramo antes de unirse al techo del casco, que tenía un espesor de 13 mm.
La torreta del M8 Scott estaba hecha de acero moldeado. Tenía un espesor de 38 mm en el frente redondeado, que estaba inclinado a 63°. Sus lados y parte posterior tenían un espesor de 25,4 mm, estando inclinados a 20°. El mantelete del cañón, que cubría la caña del obús M2/M3 75 mm, era redondeado y tenía un espesor de 38 mm.  

### Armamento
El armamento del M8 Scott consistía en una nueva torreta abierta, armada con un obús M2 75 mm y después con un obús M3 75 mm. Transportaba a bordo 46 proyectiles de 75 mm; 11 proyectiles en el lado posterior derecho del compartimiento de combate, 20 proyectiles en el lado posterior izquierdo del compartimiento de combate, 9 proyectiles en el resalte izquierdo del casco y 6 proyectiles "preparados" almacenados entre los puestos del conductor y el conductor segundo/cargador. Los proyectiles más usuales que transportaba eran el fumígeno M89 de fósforo blanco y el M48 de alto poder explosivo. Al contrario del M5 Stuart, el M8 Scott no estaba equipado con una ametralladora coaxial Browning M1919A4 de 7,62 mm debido a la trayectoria parabólica del obús. Una ametralladora Browning M2HB de 12,7 mm con 400 cartuchos (8 cintas de 50 cartuchos), estaba montada sobre un afuste de pedestal en la esquina posterior derecha de la torreta para defensa contra blancos terrestres y aéreos. El conductor del vehículo estaba armado con un subfusil Thompson, mientras que los otros tres tripulantes estaban armados con carabinas M1.

## Producción
La producción del M8 Scott fue llevada a cabo por la Cadillac Motor Car Division de General Motors desde septiembre de 1942 hasta enero de 1944, fabricándose un total de 1.778 vehículos.
| Mes                | Cantidad | Números de serie | Números de registro |
| ------------------ | -------- | ---------------- | ------------------- |
| septiembre de 1942 | 1        | 1                | 4051234             |
| octubre de 1942    | 24       | 2-25             | 4051235-4051258     |
| noviembre de 1942  | 101      | 26-126           | 4051259-4051359     |
| diciembre de 1942  | 247      | 127-373          | 4051360-4051606     |
| enero de 1943      | 160      | 374-533          | 4051607-4051766     |
| febrero de 1943    | 160      | 534-693          | 4051767-4051927     |
| marzo de 1943      | 160      | 694-853          | 4051928-4052086     |
| abril de 1943      | 160      | 854-1013         | 4052087-4052246     |
| mayo de 1943       | 160      | 1014-1173        | 4052247-4052406     |
| junio de 1943      | 160      | 1174-1333        | 4052407-4052566     |
| julio de 1943      | 62       | 1334-1395        | 4052567-4052628     |
| agosto de 1943     | 62       | 1396-1457        | 4052629-4052690     |
| septiembre de 1943 | 62       | 1458-1519        | 4052691-4052752     |
| octubre de 1943    | 62       | 1520-1581        | 4052753-4052814     |
| noviembre de 1943  | 62       | 1582-1643        | 4052815-4052876     |
| diciembre de 1943  | 60       | 1644-1703        | 4052877-4052938     |
| enero de 1944      | 75       | 1704-1778        | 4052939-4053011     |
| Total              | 1.778    |                  |                     |

## Historial de combate
Los M8 Scott fueron suministrados a las compañías del Cuartel General de los batallones de tanques medios. Desde inicios de 1944, fueron reemplazados por la variante del M4 Sherman armada con obús de 105 mm. El M8 Scott fue asignado a las unidades de cañones de asalto de los escuadrones de reconocimiento de Caballería, para ofrecerles apoyo cercano contra posiciones fortificadas. El gran ángulo (40°) de elevación del obús era útil para atacar enemigos emplazados en las laderas de colinas. El M8 Scott fue empleado en la Campaña de Italia, el Frente Occidental y en el Frente del Pacífico por el Ejército estadounidense, así como por el Ejército francés en el Frente Occidental. También fue empleado por la Unión Francesa y el Estado de Vietnam durante la Guerra de Indochina. Permaneció en servicio francés hasta la década de 1960, siendo empleado en Argelia. Los partisanos yugoslavos también emplearon 9 M8 Scott en Yugoslavia, con el nombre de Kadilak.

## Variantes
- Obús autopropulsado M8 75 mm, basado en el M5 Stuart.
- Obús autopropulsado M8A1 75 mm: Prototipo de cazatanque ligero que empleaba el casco del M5A1 Stuart. Se instaló el cañón M3 75 mm del M4 Sherman en la torreta del M8 Scott. El proyecto fue cancelado más tarde, debido al desarrollo del M18 Hellcat.

## Usuarios
- Camboya - Ejército Nacional Jemer (ENJ)
- Estados Unidos - Ejército de los Estados Unidos
- Francia - Ejército de Francia
- México - Ejército Mexicano 6 unidades
- Reino de Laos - Real Ejército de Laos
- República de China - Ejército de la República de China (ERC)
- Túnez - Ejército de Túnez
- Vietnam del Sur - Ejército de la República de Vietnam (ERV)